# Amor Geral
Amor Geral é o sétimo álbum de estúdio da artista musical brasileira Fernanda Abreu. O seu lançamento ocorreu em 20 de maio de 2016, através de seu próprio selo Garota Sangue Bom em parceria com a Sony Music.

## Antecedentes e gravação
Em outubro de 2015, a cantora usou o Facebook para anunciar a produção do disco, anunciando o repertório do disco três meses depois. Marcou seu primeiro álbum desde em 2006, quando lançou um álbum para a MTV ao Vivo. Em fevereiro, foi anunciado que Giovanni Bianco, que já trabalhou com Madonna e Anitta, faria a direção de arte do disco. A cantora afirmou, no lançamento do disco, que aprendeu "muito com [os produtores] sobre áudio, equalização, compressão, frequências e tal. E queria um disco que soasse bem, do subgrave ao agudo". Ela também disse que o título do disco veio da "percepção de que em todos esses momentos pelos quais passei, o amor foi o sentimento mais forte que senti tanto nos momentos de alegria como de tristeza".

## Singles
O primeiro single do álbum, intitulado "Outro Sim", foi lançado em 15 de abril de 2016. É uma canção synthpop que liricamente incorpora temas da diversidade humana. O vídeo musical, lançado no mesmo dia e dirigido por Mini Kerti, também segue o mesmo estilo que a capa da faixa. Foi incluída na trilha sonora de Rock Story.
"Antídoto" foi escolhido como segundo single e lançado em 29 de outubro de 2016 exclusivamente para a NovaBrasil FM. A faixa, composta apenas por Fernanda, não ganhou um videoclipe.
O terceiro single do disco foi "Tambor", que traz a participação do músico estadunidense Afrika Bambaataa, sendo lançada em 3 de fevereiro de 2018.

## Recepção

### Crítica
| Críticas profissionais | Críticas profissionais |
| Avaliações da crítica  | Avaliações da crítica  |
| Fonte                  | Avaliação              |
| ---------------------- | ---------------------- |
| Notas Musicais         | [ 13 ]                 |
| Folha de S. Paulo      | ótimo                  |
| Maze                   | ótimo                  |

Mauro Ferreira, do portal Notas Musicais, deu uma cotação de quatro estrelas e meia para o disco, dizendo que o mesmo "confirma a relevância da artista na música do Brasil, purgatório da beleza e do caos".
Thales de Menezes, que escreve para o jornal Folha de S.Paulo, escreveu uma crítica bem positiva ao álbum, dizendo que é difícil encontrar defeitos em Amor Geral, então é possível reclamar que dez faixas é pouco. Thales cita que neste disco Fernanda traz um refinamento pop tanto nas letras como na sonoridade, tudo que Fernanda precisava para fazer esse retorno.
Já João Batista, do portal Maze, disse que a cantora "retorna para lembrar que tem lugar reservado e vitálico no hall da música pop brasileira".
A revista Rolling Stone Brasil o elegeu o 13º melhor disco brasileiro de 2016.

## Promoção
Para promover o disco, em junho de 2016 Abreu foi ao Altas Horas da Rede Globo e cantou "Outro Sim" entre outras músicas do seu repertório. Durante os Jogos Olímpicos de Verão de 2016 no Rio de Janeiro, a cantora realizou um show no Boulevard Olímpico na Praça Mauá em 12 de agosto de 2016 com Mart'nália. Em outubro, ela foi ao Encontro com Fátima Bernardes e cantou "Tambor" entre outros sucessos da sua carreira.

### Turnê
Abreu iniciou a turnê Amor Geral - O Show, no Rio de Janeiro em 28 de outubro de 2016, para promover o disco.

## Alinhamento de faixas
Fonte:
| N.º | Título                                      | Compositor(es)                                                  | Duração |  |
| 1.  | "Outro Sim"                                 | Fernanda Abreu, Gabriel Moura, Jovi Joviniano                   | 3:44    |  |
| 2.  | "Tambor" (participação de Afrika Bambaataa) | Fernanda Abreu, Gabriel Moura, Jovi Joviniano, Afrika Bambaataa | 3:42    |  |
| 3.  | "Deliciosamente"                            | Fernanda Abreu, Alexandre Vaz, Jorge Ailton                     | 4:17    |  |
| 4.  | "Saber Chegar"                              | Fernanda Abreu, Donatinho, Tibless, Play Pires                  | 4:21    |  |
| 5.  | "Antídoto"                                  | Fernanda Abreu                                                  | 2:49    |  |
| 6.  | "O Que Ficou"                               | Fernanda Abreu, Thiago Silva, Qinho                             | 3:21    |  |
| 7.  | "Double Love Amor Em Dose Dupla"            | Fausto Fawcett, Laufer                                          | 3:33    |  |
| 8.  | "Por Quem"                                  | Fernanda Abreu, Qinho                                           | 3:28    |  |
| 9.  | "Valsa do Desejo"                           | Fernanda Abreu, Tuto Ferraz                                     | 4:00    |  |
| 10. | "Amor Geral"                                | Fernanda Abreu, Fausto Fawcett, Pedro Bernardes                 | 2:27    |  |